# Klasa kłowa

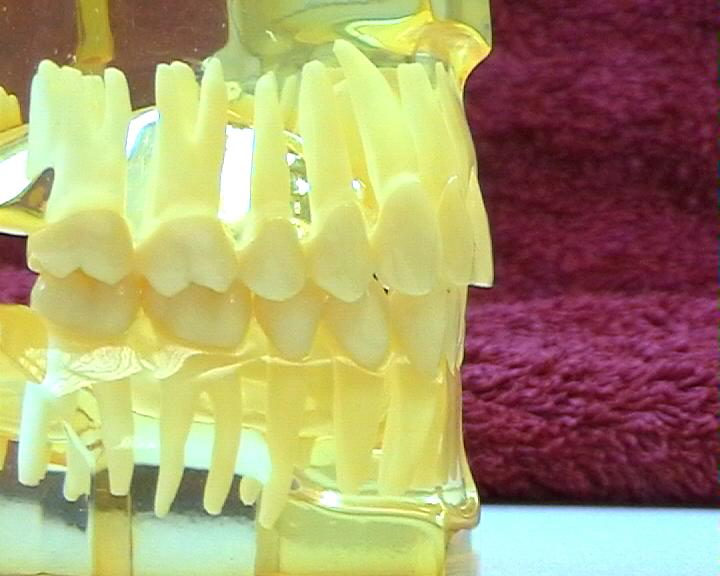
I klasa kłowa.

Klasa kłowa ocenia prawidłowość zgryzu w oparciu o położenie górnego kła względem dolnego łuku zębowego. Jest uzupełnieniem klasyfikacji Angle'a.
1. I klasa kłowa – występuje gdy guzek żujący górnego kła rzutuje na miejsce styku dolnego kła i dolnego pierwszego przedtrzonowca. Jest to prawidłowe wzajemne położenie łuków zębowych względem siebie (eugnacja)[1].
2. II klasa kłowa – występuje gdy guzek żujący górnego kła rzutuje na miejsce styku dolnego bocznego siekacza i dolnego kła. Świadczy to o wadzie dotylnej (retrogenia, tyłozgryz)[1].
3. III klasa kłowa – występuje gdy guzek żujący górnego kła rzutuje między pierwszego i drugiego dolnego przedtrzonowca. Świadczy to o wadzie doprzedniej (progenia, przodozgryz)[1].

Klasy II i III obejmują również dalsze dotylne (klasa II) i doprzednie (klasa III) położenia żuchwy. W przypadku gdy jednak w klasie II lub III górny kieł nie jest ustawiony w miejscu styku ww. zębów (lub dalej) – klasę określa się ułamkowo, np. ½ II klasy kłowej.